# Château de Zorita de los Canes
Le château de Zorita de los Canes est une fortification située dans la municipalité de Zorita de los Canes, dans la province de Guadalajara en Espagne. Il a été bâti au XIe siècle sur ordre de Muhammad Ier, émir de Cordoue. Il fut ensuite cédé par Alphonse VIII de Castille à l'ordre de Calatrava en 1174.
Il a été classé bien d'intérêt culturel en 1931.

## Traduction
- (en) Cet article est partiellement ou en totalité issu de l’article de Wikipédia en anglais intitulé « Castillo de Zorita de los Canes » (voir la liste des auteurs).